# تاريخ استكشاف الفضاء الأمريكي على طوابع الولايات المتحدة

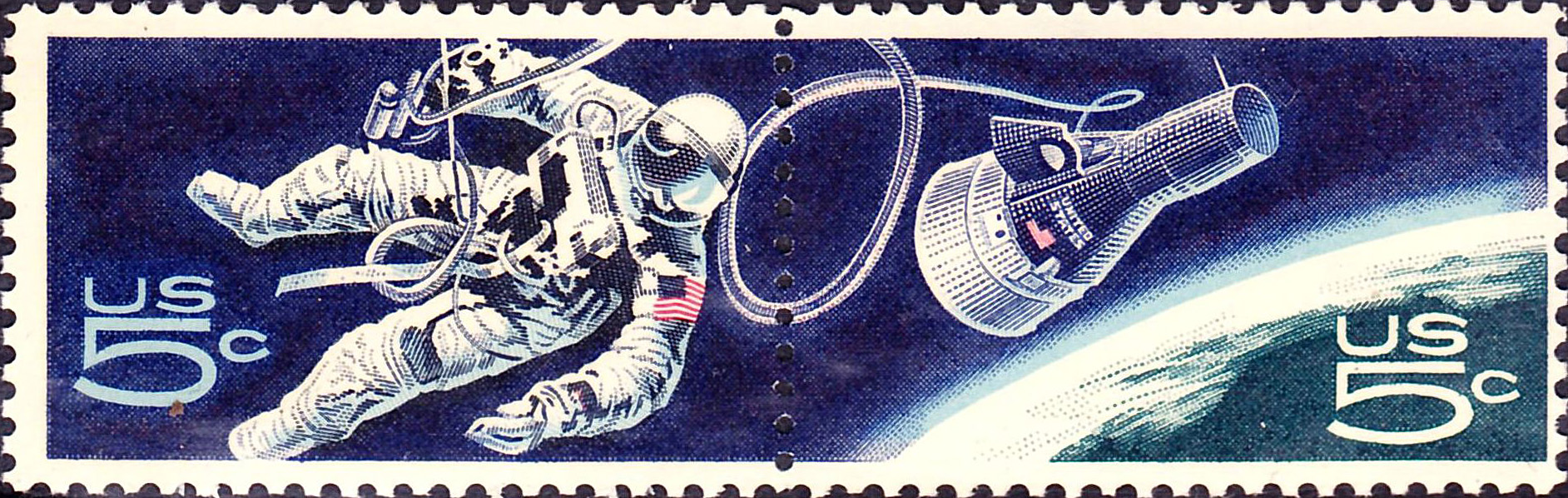
الإنجازات في الفضاءتخليدًا لعام 1967

مع بداية الرحلات الفضائية الروبوتية والمأهولة، ظهرت حقبة جديدة في التاريخ الأمريكي. وللحفاظ على التقليد الشائع بالولايات المتحدة لتكريم تاريخ الدولة على طوابعها البريدية، بدأ مكتب البريد للولايات المتحدة بتكريم العديد من الأحداث المتنوعة مع إصدارات الطوابع البريدية التذكارية للمكتب. أُصدر أول طابع بريدي يصور مركبة فضائية أمريكية في عام 1948، وهو إصدار فورت بليس. وكان الإصدار التذكاري «قمر إيكو 1 الاصطناعي للاتصالات»، وهو أول إصدار بغرض تخليد ذكرى أحد المشروعات الفضائية عن طريق حمل اسم المشروع، في عام 1962. وجاء بعد ذلك إصدار مشروع ميركوري لعام 1962. ومع تقدم رحلات استكشاف الفضاء الأمريكية، أُصدرت تباعًا العديد من الإصدارات التذكارية الأخرى المتنوعة، ويحمل العديد منها صورًا دقيقةً للأقمار الاصطناعية، والكبسولات الفضائية، ووحدات أبولو القمرية، والبذل الفضائية، وغيرها من العناصر الأخرى الهامة.
يعتبر تاريخ استكشاف الفضاء موضوعًا شائعًا، وتشهد على ذلك الأرقام القياسية التي تحققها أغلفة أول يوم للطوابع البريدية ذات الموضوعات الفضائية. حقق إصدار مشروع ميركوري لعام 1962 أكثر من ثلاثة ملايين نسخة من «غلاف أول يوم»، بينما كان متوسط عدد نسخ غلاف أول يوم للإصدارات التذكارية الأخرى آنذاك نصف مليون نسخة فقط. وفي عام 1969، حقق إصدار «أبولو 8» 900 ألف نسخة من غلاف أول يوم بينما حققت الإصدارات الأخرى أقل من نصف هذه الكمية. ومع نمو مشاريع استكشاف الفضاء في الولايات المتحدة، زادت أيضًا موضوعات استكشاف الفضاء على الطوابع البريدية الأمريكية.

## إصدار أبولو 8 لعام 1969
كانت كافة المشاريع المأهولة إلى الفضاء، حتى رحلة أبولو 8، مقتصرةً على رحلات موجزة إلى الفضاء أو بغرض الدوران في مدار حول الأرض. كانت رحلة أبولو 8 أول رحلة فضائية مأهولة تغادر المدار حول كوكب الأرض؛ كما أنها الرحلة الأولى التي يلتقط فيها مجال الجاذبية لجرم فلكي آخر مركبةً فضائيةً، ثم تهرب من هذا المجال لتعود إلى الأرض؛ وهي أول رحلة فضائية أيضًا يزور فيها الطاقم جرمًا فلكيًا آخر ثم يعود إلى الأرض، وكان هذا الجرم هو القمر. أصبح الطاقم المكون من ثلاثة أشخاص؛ القائد فرانك بورمان، وقائد وحدة القيادة جيمس لوفل وقائد الوحدة القمرية ويليام أندرس، أول أشخاص يرون الجانب البعيد من القمر بأعينهم مباشرةً، كما أصبحوا أول أشخاص يرون كوكب الأرض من خارج المدار الأرضي المنخفض.
نُفذت هذه المهمة من خلال أول عملية إطلاق مأهولة للصاروخ ساتورن 5. كانت أبولو 8 ثاني مهمة مأهولة ضمن برنامج أبولو الفضائي. وفي أثناء دوران المركبة حول القمر، قرأ كل فرد من الطاقم جزءًا من قصة الخلق بالكتاب المقدس (الآيات 1 إلى 10) من سفر التكوين، وكان هذا الحدث التاريخي غير المسبوق موضوعًا لتصميم إصدار أبولو 8، إذ كان منقوش على الطابع الكلمات «في البداية الله...» على صورة فوتوغرافية التقطها أندرس لشروق الأرض على القمر. أنهى بورمان البث بعد تمنيه عيد ميلاد سعيد لكل من على سطح الأرض.
أُصدر هذا الطابع أولاً في هيوستن (تكساس) يوم 5 مايو 1969. صمم ليونارد إي. باكلي هذا الإصدار من الطابع التذكاري أبولو 8 لعام 1969 معتمدًا في تصميمه على صورة شروق الأرض التي التقطها أندرس مع الكلمات التي قرأها الطاقم من سفر التكوين. طُبع الإصدار في مطبعة جيوري بريس متعددة الألوان. وصلت كمية إصدارات هذا الطابع إلى أكثر من 187 مليون إصدار.

## إصدار أول رجل على القمر التذكاري لعام 1969
أُطلقت بعثة أبولو 11، التي هبط فيها أول أشخاص على سطح القمر، في يوم 16 يوليو 1969، وهي ثالث مهمة قمرية ضمن برنامج أبولو الفضائي الخاص بوكالة ناسا، وكان طاقم البعثة يتألف من القائد نيل إيه. أرمسترونغ، وقائد وحدة القيادة مايكل كولينز، وقائد الوحدة القمرية إدوين إي. «بز» ألدرن الابن. في يوم 20 يوليو، حلَّق أرمسترونغ وألدرن على متن الوحدة القمرية «النسر» حتى هبطا على سطح القمر ليصبحا بذلك أول شخصين يسيران على سطح القمر، بينما ظل كولينز في وحدة القيادة «كولومبيا» التي كانت مستقرةً في مدارها حول القمر. حققت بعثة أبولو 11 هدف الرئيس الأمريكي جون إف. كينيدي لإرسال البشر إلى سطح القمر بنهاية ستينيات القرن العشرين.
في يوم 9 سبتمبر 1969، أصدر مكتب بريد الولايات المتحدة أول طابع للبريد الجوي يصور أحد الموضوعات الفضائية، وهو إصدار «أول رجل على القمر». كان الرجل المُصوَّر على الطابع، داخل البذلة الفضائية، هو نيل أرمسترونغ عندما كان يخطو أول خطوات بشرية على سطح القمر. صُمم هذا الإصدار بواسطة باول كال. حلَّق القالب الأساسي الأصلي لهذا الطابع إلى القمر، وكتب رواد الفضاء خطابًا عليه نسخة من هذا الطابع ليعودوا به إلى سطح الأرض. وصلت كمية النسخ من هذا الإصدار إلى أكثر من 152 مليون نسخة ليصبح هذا الإصدار أحد أكثر الإصدارات شيوعًا وشعبيةً. تخلو بعض النسخ من اللون الأحمر، ما سبَّب حذف الأشرطة الحمراء الخاصة بشعار العلم الأمريكي المُلصَق على ذراع أرمسترونغ، وبالتالي أصبحت هذه النسخ نادرةً وباهظة الثمن.